# Fabulantica
Fabulantica ist ein Kinderspiel des deutschen Spieleautors Marco Teubner, das im Jahr 2018 im Verlag Logis sowie bei Pegasus Spiele  erschienen ist. Im Mai 2019 wurde Fabulantica neben Go Gecko Go! und Tal der Wikinger für das Kinderspiel des Jahres nominiert.

## Thema und Ausstattung
Bei Fabulantica handelt es sich um ein Kinderspiel, bei dem die Mitspieler versuchen, Suchaufträge nach versteckten Personen zu erfüllen. Thematisch ist das Spiel in einer Märchenwelt angesiedelt, in der ein Zauberlehrling durch einen Zauberspruchfehler die Bewohner über das gesamte Königreich verteilt. Diese suchen nun jeweils andere Bewohner, wobei ihnen die Spieler helfen. Der Spieler, der zuerst drei Suchaufträge erfüllen konnte, gewinnt das Spiel.
Das Spielmaterial besteht neben einer Spielanleitung aus:
- einem Spielplan mit dem Königreich und den verschiedenen Orten und Straßen,
- fünf farblich unterschiedlichen Spielfiguren,
- 12 Figuren der Bewohner des Landes mit Standfüßen,
- 12 Türmen,
- einem Plättchen „Fliegender Teppich“,
- 24 Auftragskarten, und
- 54 Reisekarten.

Die grafische Gestaltung stammt von der Illustratorin Anne Pätzke.

## Spielweise
Vor dem Spiel wird der Spielplan in die Tischmitte gelegt und jeder Spieler wählt eine Spielerfarbe. Die entsprechenden Spielfiguren werden gemeinsam mit dem fliegenden Teppich auf das Schloss im Zentrum des Spielplans gestellt. Die Standfussfiguren werden auf den Spielplan gestellt und mit den Türmen verdeckt, danach werden die Türme gemischt und auf die gelben Felder des Spielplans verteilt. Die Auftragskarten mit den Hilfe suchenden Bewohnern werden gemischt, drei der Karten werden offen neben den Spielplan gelegt; dabei dürfen in der Auslage niemals zwei Karten mit den gleichen Hilfe suchenden Personen ausliegen. Die Reisekarten  werden ebenfalls gemischt, von diesen bekommt jeder Mitspieler fünf Karten und nimmt sie auf die Hand.
Ein Startspieler (laut Anleitung der/die jüngste) beginnt das Spiel, danach spielen die anderen Spieler im Uhrzeigersinn. Der jeweils aktive Spieler überlegt, zu welchem Ort er reisen möchte und legt entsprechend der Wege Reisekarten von seiner Hand ab. Dafür benötigt er für graue Bergwege Esel, für gelbe Wege Kamele, für grüne Wege Pferde und für Wasserwege Schiffe. Als Sonderkarte kann er einen fliegenden Teppich nutzen, wenn er sich auf dem Feld befindet, auf dem das Teppichplättchen gerade liegt; mit diesem kann er zu einem beliebigen anderen Ort fliegen und lässt das Plättchen dort liegen. Nach dem Ausspielen der Karten zieht er seine Figur und kann, wenn er auf einem Feld mit einem Turm endet, diese anheben. Tut er dies, muss er den Turm so heben, dass alle Mitspieler die darunter verborgene Figur betrachten können.
Handelt es sich bei der Figur unter dem Turm um eine Hilfe suchende Person aus der Auslage, darf der Spieler diese Karte und damit den Suchauftrag nach der Person in der Sprechblase der Karte annehmen und offen vor sich ablegen. Jeder Spieler darf jedoch nur zwei Suchkarten zur gleichen Zeit vor sich ablegen. Der gerade aufgedeckte Turm wird wieder geschlossen und der Spieler verschiebt ihn auf ein beliebiges unbesetztes gelbes Feld auf dem Spielplan, danach füllt er die offene Auslage der Aufträge wieder auf drei Karten auf. Handelt es sich bei der Figur um eine Person, die der Spieler für einen Auftrag suchen muss, hat er diesen erfüllt und darf ihn umdrehen; die Karte ist nun eine Goldmünze wert. Auch in diesem Fall wird die Figur erneut versteckt und auf ein anderes gelbes Feld verschoben. Am Ende seines Zuges zieht der Spieler zwei Karten nach oder darf, wenn er das Handkartenlimit von 10 Karten überschreitet, zwei Karten austauschen.
Das Spiel endet, wenn ein Spieler drei Aufträge erfüllt und damit drei Goldmünzen erhalten hat. Dieser Spieler gewinnt das Spiel.

## Versionen und Rezeption
Das Spiel Fabulantica wurde von dem deutschen Spieleautor Marco Teubner entwickelt und 2017 im litauischen Verlag Logis veröffentlicht. 2019 erschien eine deutsche Version des Spiels in Lizenz beim Pegasus-Verlag.
Im Kinderspielmagazin wurde das Spiel bewertet als „wunderbares Kinderspiel, egal ob optisch oder spielerisch, es ist gelungen und macht Kindern sowie Erwachsenen gleichermaßen Spaß.“ Der Spielekritiker Wieland Herold bewertet das Spiel mit seiner zweithöchsten Wertung „Gerne morgen wieder“ und stellt die Anleihen aus den erfolgreichen Spieleklassikern Sagaland und Elfenland heraus.
Im Mai 2019 wurde Fabulantica neben Go Gecko Go! und Tal der Wikinger für das Kinderspiel des Jahres nominiert. Die Jury begründete die Nominierung wie folgt:

„Der Autor Marco Teubner verknüpft hier auf innovative Art und Weise das Memo- und Laufspiel zu einem kindgerechten Ganzen und erlaubt so einen frischen Blick auf bekannte Mechanismen und die Märchenwelt. „Fabulantica“ ist ein sagenhaftes, spannungsgeladenes Wettrennen, das zu immer neuen, abenteuerlichen Entdeckungsreisen einlädt. Es fällt schwer, sich davon nicht verzaubern zu lassen.“

## Belege
1. 1 2 3 4 5 6  Spieleanleitung  Fabulantica, Pegasus Spiele 2019
2. ↑  Fabulantica, Versionen bei BoardGameGeek. Abgerufen am 1. Juni 2019.
3. ↑  Wilfried Just: Fabulantica Rezension auf kinderspielmagazin.de, 19. November 2019; abgerufen am 1. Juni 2019.
4. ↑  Wieland Herold: Fabulantica Rezension auf „Mit 80 Spielen durch das Jahr“, 1. Mai 2017; abgerufen am 1. Juni 2019.
5. 1 2  Fabulantica auf der Website des Spiel des Jahres e.V.; abgerufen am 1. Juni 2019.